# バルビ公園
バルビ公園（ばるびこうえん、仏語：Parc Balbi）は、フランス、ヴェルサイユにある、プロヴァンス伯（のちのルイ18世）の命により18世紀に拓かれた、不規則な形をした、イギリス式またはイギリスー中国式と呼ばれる形状の庭園である。元は私邸の庭であったが現在は公園であり、隣の国立高等ペイザージュ・造園学校(略称ENSP) の管轄となっている。

## 所在地
12 rue du Maréchal-Joffre, Versailles, France
王の菜園(Potager du Roi)の南側に、塀を境に隣接している。

## 由来
1730年前は、複数の所有者がいる森であった。
1785−87年、プロヴァンス伯（のちのルイ18世）が土地全体を購入し、懇意にしていた通称バルビ伯爵夫人、アンヌ・ド・コーモン＝ラ＝フォルスと会うために、住居と庭園を造らせた。
プロヴァンス伯の第一建築家、ジャン＝フランソワ＝テレーズ・シャルグラン(Jean-François-Thérèse Chalgrin)による設営。

## 庭の構成
元は敷地内南側に、プロヴァンス伯とバルビ公爵夫人が会うための邸宅があり、庭に、川のある複数の池と、岩を人工的に積み上げた洞窟、その上に、見晴らしを楽しめる小さな石造りの建物があった。現在は池が一つ、洞窟とその上の建物が残る。不規則な形状の庭であるため、イギリス式、あるいはイギリスー中国式と定義される。
プロヴァンス伯は、植物とその組み合わせ方に関心があり、熱帯植物、希少な植物、カエデ、トネリコといった森の木々や、当時流行であったポプラを植え、「自分の庭の中で旅をする」ことを試みた。

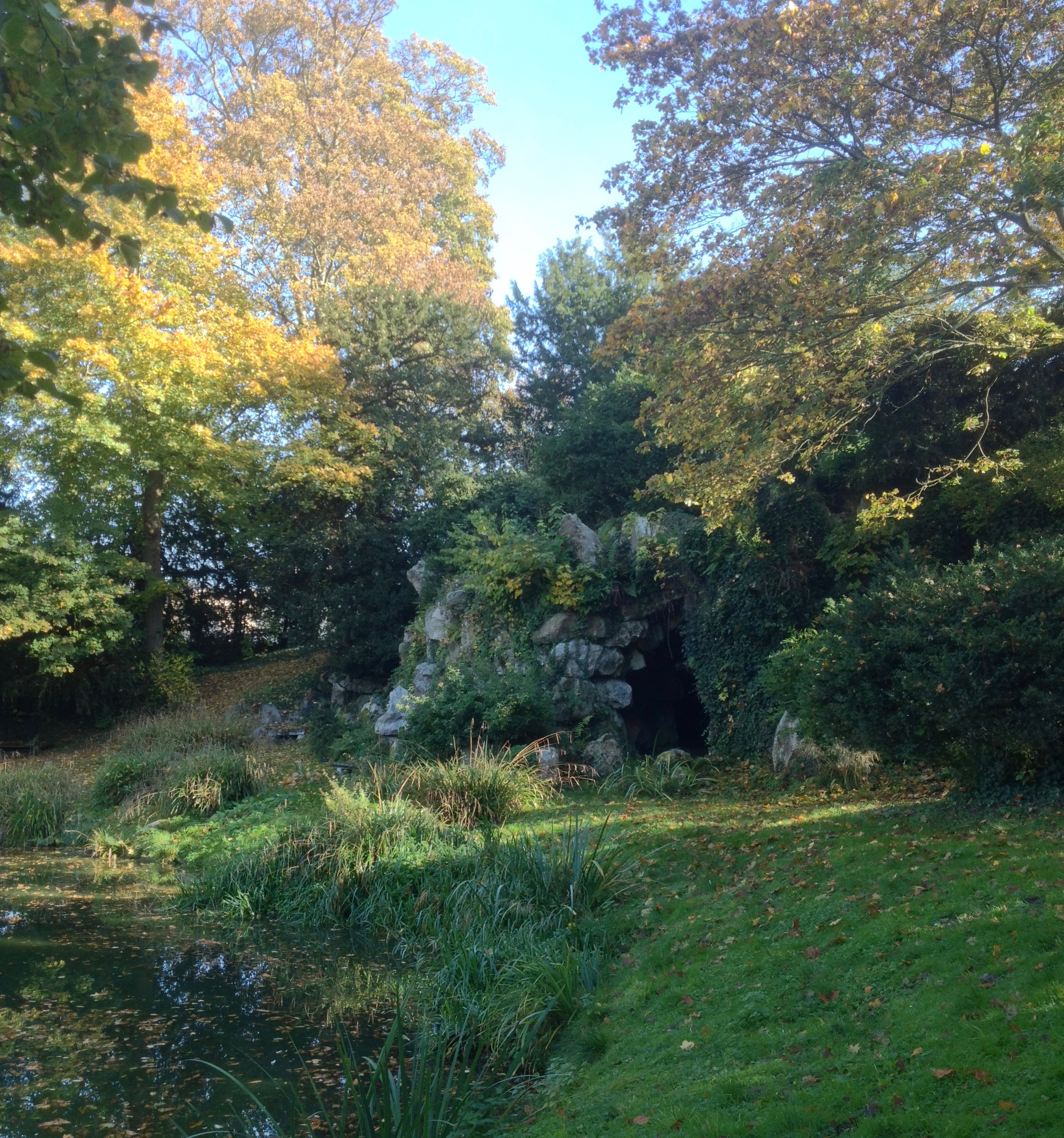
バルビ公園内の人工洞窟
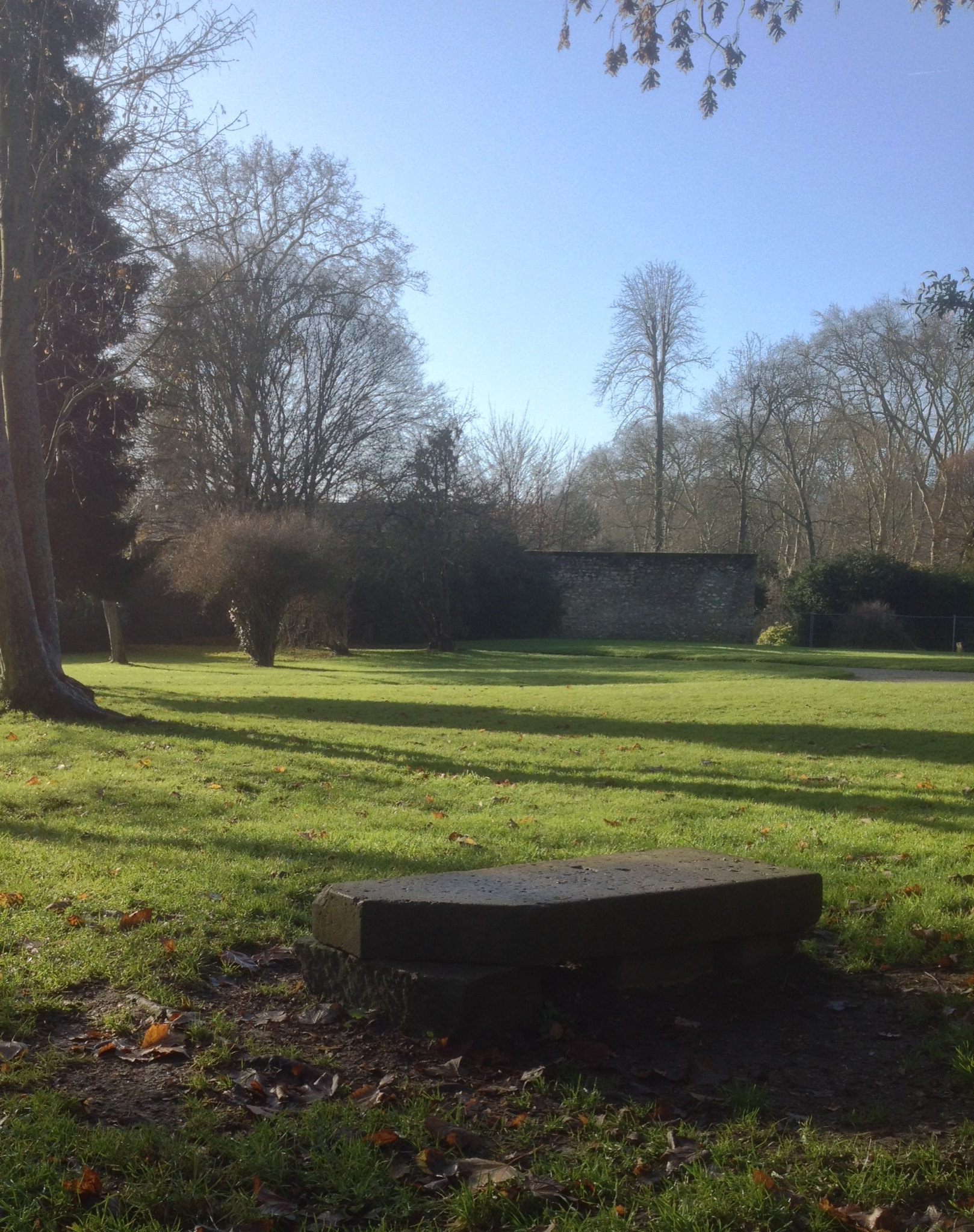
バルビ公園、芝生部分
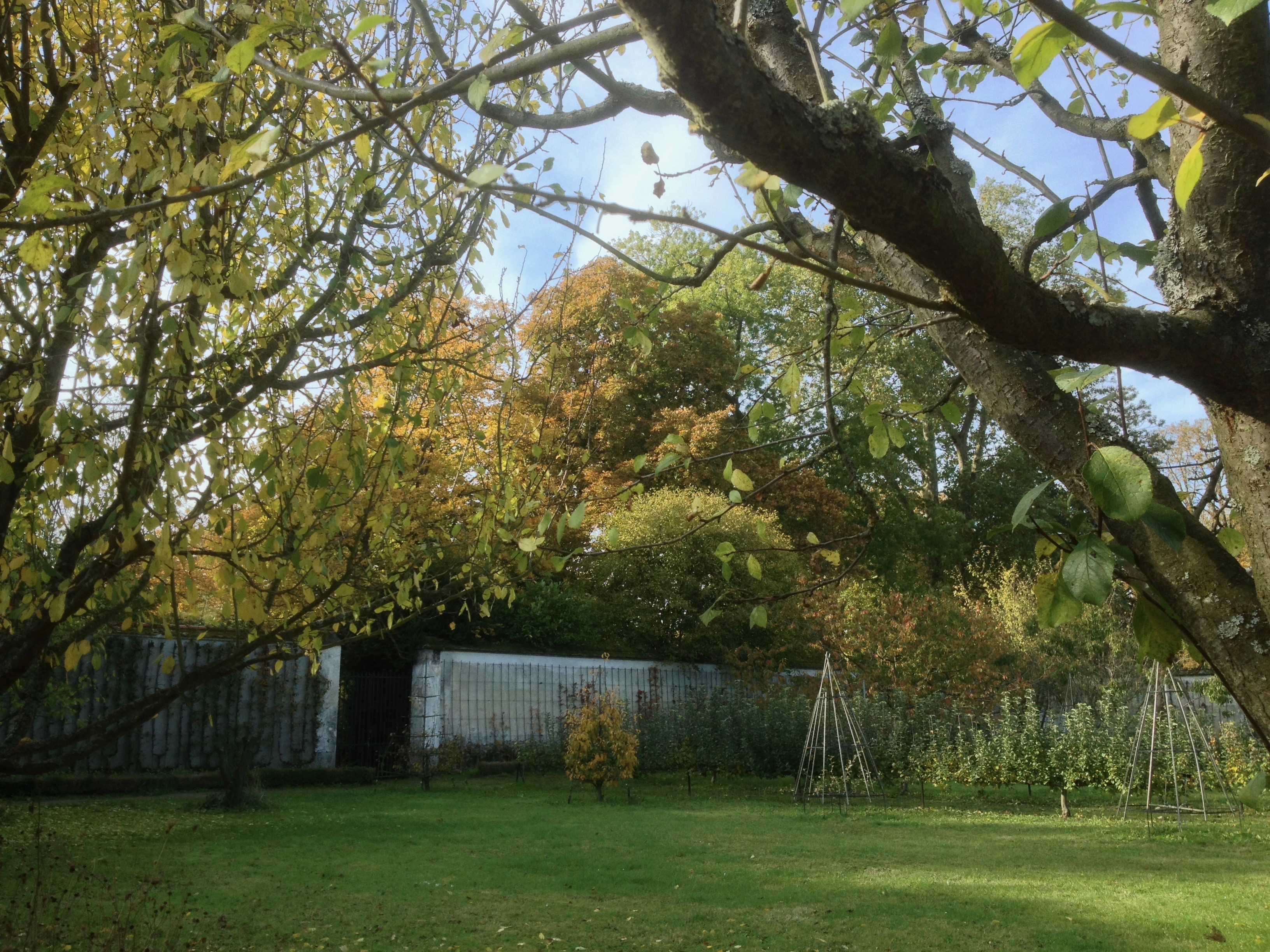
王の菜園側から見た、バルビ公園との間の塀と通路
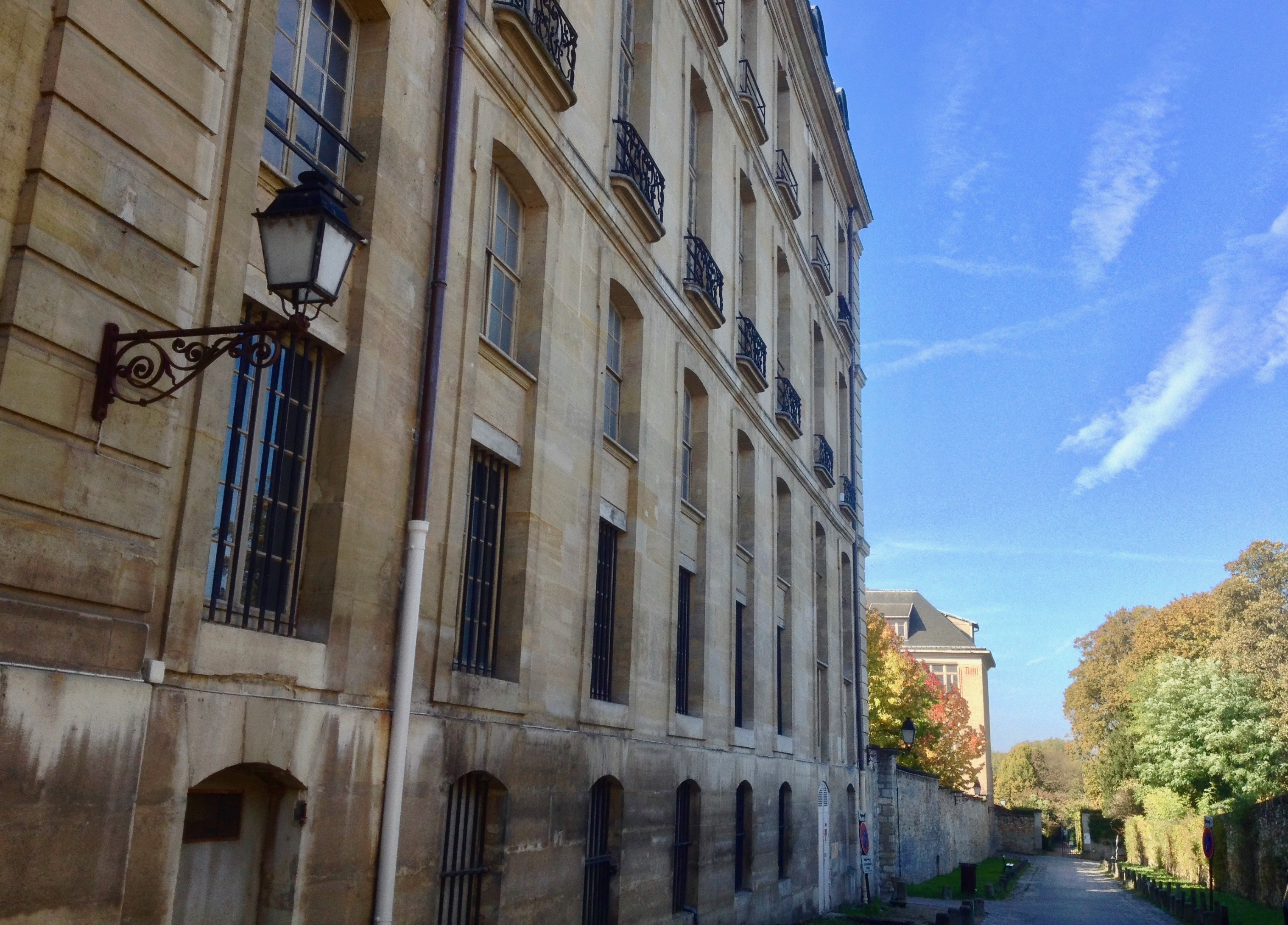
ジュール・フェリー高校の建物。バルビ公園入口の手前にある。公園入口は通りからさらに奥まった位置にある。
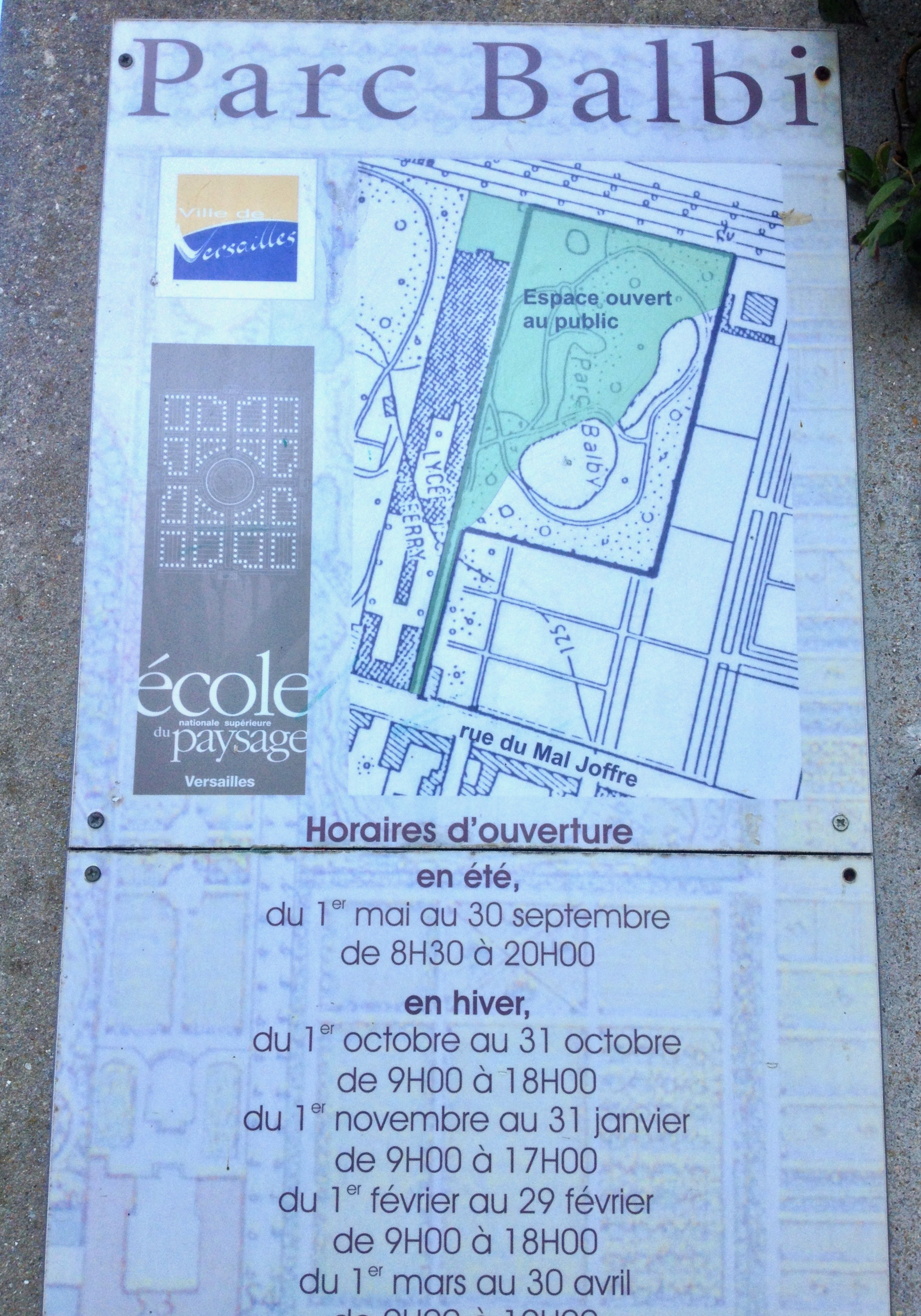
バルビ公園入口の表示。公園内の地図でおよその形状がわかる。

## 建設後の歴史

### 革命の影響
1791年、プロヴァンス伯が家族とバルビ伯爵夫人を伴って国外脱出をしたため、庭も住居も放置される。邸宅と庭が完成してから5年後のことであった。
1792年、主がいなくなった庭から、植物学者アンドレ・トワンにより、希少な種がパリ植物園に移植された。
1798年、邸宅が取り壊され、跡地は、隣の区画に既にあった集合住宅「ル＝テリエール(Le Tellier)」の当時の所有者のものとなる。この建物は、もともと、ジャック・アルドゥアン＝マンサール・ド・サゴンヌがヴェルサイユ・サンルイ大聖堂建設時に出た石材を利用して同大聖堂建設監督のために1756年に建設したものである。

### 19世紀
1828年、庭がフランス国家に売却される。
1833ー1906年、ル＝テリエール邸にヴェルサイユの大神学校(Grande Seminaire de Versailles)が入居し、庭の塀や洞窟の上の建物の修理や池の整備を行った。

### 20世紀以降
1907年、ル＝テリエール邸をジュール・フェリー高校(Lycée Jules-Ferry)が使うようになり、また、王の菜園との間の塀に、通用門が開かれて菜園との行き来が可能になった（2016年現在、一般には閉鎖されているが、イベントによっては開放）。
1912年から、1873年に王の菜園内に開校した国立高等園芸学校(略称ENSH)が庭を使用し始める。
1914−18年、第一次大戦中は手入れができず荒れた。
1926年、現バルビ公園の場所が、王の菜園とともに、フランス文化財に指定される。
1960年、第二次大戦中に再び荒れた庭が、植え替えなどで整備され、王の菜園友の会が結成されて、庭の見学が企画される。
1982年、国立高等園芸学校とイル＝ド＝フランス地方緑地事務所(Agence des Espaces Verts de la Région d’île-de-France)との協定により、庭を公園として一般公開することに決まり、1986年開園。
2004年まで数回の整備が行われ、週末だけまたはイベント時に断続的に公開する時期を経て、2016年現在は毎日一般に開かれている。